# Racer's storm
Le Racer's storm est un des ouragans les plus puissants et les plus dévastateurs du XIXe siècle, responsable de dégâts importants dans plusieurs villes sur son parcours long de plus de 3 000 km. Le Racer's storm est la 10e tempête tropicale de la saison cyclonique 1837 dans l'océan Atlantique nord.

## Évolution météorologique

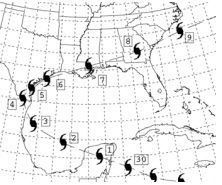
Trajectoire approximative de l'ouragan Racer de 1837.

Le Racer's storm — dont le nom vient du navire britannique « HMS Racer » qui l’a rencontré en premier — est observé en premier lieu le 28 septembre 1837 dans la partie occidentale de la mer des Caraïbes, près de la Jamaïque. Il prend vraisemblablement naissance dans une onde tropicale, puis se déplace vers l'ouest pour atteindre la côte orientale de la péninsule du Yucatán quelques jours plus tard. Après avoir traversé la péninsule, l'ouragan arrive sur le golfe du Mexique. Il oblique vers l'ouest avec des vents atteignant au moins 185 km/h ce qui permettrait de le classer en ouragan majeur de catégorie 3 de l’échelle de Saffir-Simpson. Il est cependant possible qui ait atteint la catégorie 4, voire en catégorie 5 mais les données officielles ne permettent pas de conclure.
Le 2 octobre, le Racer's storm atteint l'ouest du golfe du Mexique et touche l'extrême nord du Mexique près de Matamoros. L'ouragan s'arrête presque en atteignant la terre, puis tourne vers le nord–ouest en direction de Brownsville (Texas). Un système de haute pression dévie l'ouragan vers le nord–est du golfe du Mexique, et le 4 octobre il s'approche de la baie de Matagorda. Ceci fait que le Racer's storm est seulement le troisième ouragan à avoir touché le Texas et à être retourné vers le golfe du Mexique ; les autres sont Della en 1973 et la tempête tropicale Allison en 2001.
Le 5 octobre, l'ouragan passe Galveston (Texas) et continue sa route vers le nord–est. Le Racer's storm aborde son troisième passage sur la terre près de Venice (Louisiane) la nuit du 6 octobre et se déplace en direction de l'est au-dessus de la Louisiane. À partir de là, les informations deviennent moins précises. Certains historiens décrivent la trajectoire de l'ouragan passant au nord–est à travers le Mississippi et l'Alabama, tandis que d'autres le font aller vers l'est, réapparaître dans le golfe du Mexique et atteindre Pensacola (Floride) le 7 octobre. Indépendamment de ces considérations, disons que l'ouragan se déplace vers le nord–est à travers la Géorgie.
Le Racer's storm continue sa route au large près de Charleston (Caroline du Sud) le 9 octobre, mais n'est plus qu'une tempête tropicale affaiblie. Il se dirige vers le nord–est pour toucher la terre cette nuit-là une dernière fois près de Wilmington (Caroline du Nord). Il traverse les Outer Banks et reparaît dans l'océan Atlantique le soir du 9 octobre. Ensuite, l'historique de cette tempête ne nous est pas parvenu, mais elle devient certainement extratropicale au-dessus de l'Atlantique nord–ouest en revenant sur l’océan.

## Impacts
Bien que nous n'ayons aucun rapport émanant de la péninsule du Yucatan, le Racer's storm a été très destructeur tout au long de son parcours long de 3 200 km. Au départ, lorsqu'il frappe près de Brownsville, il détruit tous les navires du port de Brazos Santiago. De plus, la totalité de la ville de Brazos Santiago est démolie par les vents violents et l’onde de tempête.
Sur l'île de Galveston, la tempête génère une onde de l'ordre de deux mètres. Ceci, en plus des vents et de la pluie, détruit la totalité des maisons de l'île à l'exception de deux. De nombreux bateaux sont également détruits et deux personnes meurent.
Dans le sud–est de la Louisiane, le Racer's storm cause des dommages considérables aux constructions, avec 200 000 $ (dollars US de 1837, soit l'équivalent de 3,4 millions de dollars 2005) de dommages aux chemins de fer. À la Nouvelle–Orléans, le lac Pontchartrain grossit de près de 2,50 m et la plus grande partie de la ville est sous 60 cm d'eau,. Le sud–est de l'État subit des dégâts importants dans les plantations de coton et de canne à sucre, la récolte est gravement touchée.
Le SS Home coule sur les Outer Banks tuant 90 personnes. Cet ouragan a causé au total la mort de 105 personnes.

### Sources
- (en) Cet article est partiellement ou en totalité issu de l’article de Wikipédia en anglais intitulé « 1837 Racer's Storm » (voir la liste des auteurs).